# Liste der Naturdenkmale im Kreis Dithmarschen
Die Liste der Naturdenkmale im Kreis Dithmarschen enthält die Naturdenkmale im Kreis Dithmarschen in Schleswig-Holstein.
Link zu einem Kartenansichtstool (u. a. um Koordinaten zu setzen)

| Bild            | Bezeichnung | Ort                 | Lage                              | Beschreibung | Datum              | Nummer |
| --------------- | --- | ------------------- | --------------------------------- | --- | ------------------ | ------ |
| Fotos hochladen | Alleebäume auf dem Marktplatz in Heide                                                                                       | Heide               | (54° 11′ 40,8″ N, 9° 5′ 32,9″ O)  | | Oktober 1929       | 1      |
| Fotos hochladen | Baumbestand bei der Kirche und beiderseits der Auffahrt zum Hof des Heinrich Peters sowie Doppeleiche auf dem alten Friedhof | Hennstedt           | (54° 16′ 59,9″ N, 9° 10′ 2,6″ O)  | | April 1927         | 2, 3   |
| Fotos hochladen | Baumbestand auf dem Vogelstangenberg in Süderheistedt                                                                        | Süderheistedt       | (54° 14′ 0,6″ N, 9° 8′ 48,1″ O)   | | April 1927         | 4      |
| BW              | Quickborner Schanzen (Wälle und Gräben)                                                                                      | Frestedt, Quickborn | (54° 0′ 34,6″ N, 9° 11′ 21,5″ O)  | Die Quickborner Schanzen waren im Mittelalter eine militärische Befestigung zum Schutze Dithmarschens. Lage etwa 1.000 Meter östlich der Höhe 29,2 beiderseits der Landstraße St. Michaelisdonn–Burg. | 5. März 1938       | 1      |
| Fotos hochladen | Fünffingerlinde in Odderade                                                                                                  | Odderade            | (54° 8′ 58″ N, 9° 13′ 12,2″ O)    | | 5. März 1938       | 2      |
| BW              | Eibe in Burg | Burg                | (53° 59′ 47,6″ N, 9° 15′ 51,3″ O) | Standort an der Kirche. Alter laut Infotafel 400 Jahre, Höhe ca. 10 m. | 5. März 1938       | 3      |
| BW              | Engelsberg in Nindorf | Nindorf             | (54° 5′ 13,8″ N, 9° 8′ 10,9″ O)   | | 1. August 1938     | 6      |
| Fotos hochladen | Marienburg bei Dellbrück | Dellbrück           | (54° 6′ 12,5″ N, 9° 11′ 46,2″ O)  | | 1. August 1938     | 9      |
| Fotos hochladen | Harkestein bei Röst | Röst                | (54° 7′ 47,1″ N, 9° 13′ 34,2″ O)  | | 20. Oktober 1938   | 15     |
| BW              | 2 Eichen | Großenrade          | (54° 1′ 5,5″ N, 9° 13′ 18,5″ O)   | | 20. Oktober 1938   | 16     |
| Fotos hochladen | Eiche in Schafstedt | Schafstedt          | (54° 4′ 51,8″ N, 9° 17′ 39,9″ O)  | | 12. November 1938  | 18     |
| BW              | Schirmkiefer bei der Wassermühle in Albersdorf                                                                               | Albersdorf          | (54° 9′ 12″ N, 9° 16′ 38″ O)      | | 19. Juli 1960      | 20     |
| Fotos hochladen | Ringwall Bökelnburg in Burg                                                                                                  | Burg                | (53° 59′ 52,9″ N, 9° 15′ 56,4″ O) | | 31. August 1961    | 21     |
| Fotos hochladen | 1 alte Eiche | Meldorf             | (54° 5′ 27,9″ N, 9° 4′ 27,9″ O)   | | 28. September 1965 | 23     |
| Fotos hochladen | 1 Friedenseiche (1870/71) in Westerwohld                                                                                     | Nordhastedt         | (54° 9′ 41,2″ N, 9° 11′ 38,6″ O)  | | 28. September 1965 | 24     |
| Fotos hochladen | 1 alte Schwarzkiefer | Schafstedt          | (54° 4′ 41″ N, 9° 18′ 21,1″ O)    | | 17. März 1967      | 27     |
| BW              | Eine alte Winterlinde | Burg                | (53° 59′ 51″ N, 9° 15′ 43,6″ O)   | | 19. Dezember 1967  | 28     |
| BW              | Eine alte Stechpalme | Burg                | (53° 59′ 49,6″ N, 9° 15′ 52,9″ O) | | 19. Dezember 1967  | 29     |
| Fotos hochladen | 1 windgeschorene Weißbuche                                                                                                   | Arkebek             | (54° 9′ 38,1″ N, 9° 14′ 14,7″ O)  | | 6. Januar 1972     | 2      |
| BW              | Knick in Wolmersdorf | Wolmersdorf         | (54° 4′ 50,9″ N, 9° 7′ 6,2″ O)    | Lage beiderseits des Roethjeweges von der Einmündung des Süderlandweges bis zur Südostgrenze des Flurstücks 10                                                                                        | 14. November 1977  | 4      |
| BW              | Eiche in Wiemerstedt | Wiemerstedt         | (54° 16′ 3,3″ N, 9° 6′ 44,8″ O)   | | 4. Mai 1990        |        |